# Niccolò Gaddi
Pour les articles homonymes, voir Gaddi.
Niccolò Gaddi (né en 1499 à Florence, dans l'actuelle région Toscane, alors dans la république florentine et mort le 16 janvier 1552 dans la même ville) est un cardinal italien  du début du XVIe siècle. Il est l'oncle du cardinal Taddeo Gaddi (1557) et un descendant du peintre connu Taddeo Gaddi. Il est aussi un parent de la reine de France Catherine de Médicis.

## Biographie
Niccolò Gaddi est clerc à la chambre apostolique et abbreviatore des lettres apostoliques. Il est nommé évêque de Fermo en 1521 et est abbé commendataire de S. Leonardo di Manfredonia.
Le pape Clément VII le crée cardinal lors du consistoire du 3 mai 1527. Il est administrateur de Cosenza en 1528-1535 et de Sarlat entre 1533 et 1545.
Le cardinal Gaddi participe aux conclaves de 1534 (élection de Paul III) et de 1549-1550 (élection de Jules III).